# Laser (vela)
El Laser es una clase internacional de embarcación a vela diseñada por el canadiense Bruce Kirby en 1969, y su ente rector es la International Laser Class Association (ILCA).

## Historia
La clase Laser nació de una conversación, que tuvo lugar en 1969, entre Bruce Kirby y el diseñador industrial Ian Bruce sobre la conveniencia de diseñar una embarcación de vela ligera que se pudiese transportar en el techo del coche, a diferencia de otras clases, como la clase Snipe, que se diseñaron para ser transportadas en un remolque. La embarcación, para un único tripulante, de peso ligero, simple y competitiva, se presentó al público en el Salón Náutico de Nueva York en 1971. la IYRU (actual ISAF) reconoció la clase como clase internacional en 1974. En los años 1980, LaserPerformance sacó al mercado el aparejo Laser Radial para personas con menor peso y capacidad física, que se hizo muy popular enseguida, especialmente entre las mujeres. Debido a este éxito, LaserPerformance desarrolló el aparejo Laser 4.7 en el Reino Unido para deportistas jóvenes en 1989. Se convirtió en clase olímpica en los Juegos Olímpicos de Atlanta 1996, sustituyendo a la clase Flying Dutchman. El primer oro olímpico fue para Robert Scheidt, que mantuvo un duelo histórico con el medalla de plata, Ben Ainslie. En los Juegos Olímpicos de Pekín 2008 se introdujo el Laser Radial como embarcación femenina en sustitución de la clase Europe, siendo el primer oro para Anna Tunnicliffe y la primera plata para Gintarė Volungevičiūtė.
En la actualidad es la embarcación de un solo tripulante más extendida en el mundo, después del Optimist.

## Astilleros
Hasta 2019, la clase tenía solamente tres constructores oficiales:
- Performance Sailcraft Japan (PSJ) para Japón, Corea del Norte y Corea del Sur.
- Performance Sailcraft Australia (PSA) para Australia, Nueva Zelanda, Tonga, Samoa, Fiyi, Tahití y Nueva Caledonia.
- LaserPerformance (LP) para Europa, América, África y Asia (excepto Japón, Corea del Norte y Corea del Sur).

A partir de 2019, la ILCA rescindió el contrato con LaserPerformance (LP) y cambió el símbolo de la vela para no infringir los derechos de copyright de LP.

## Versiones
El Laser tiene tres versiones oficiales de aparejo, aunque mantiene el mismo casco para las tres. La simplicidad del casco y el aparejo hacen que pueda navegar con vientos de hasta 30 nudos de intensidad. El láser tiene la característica de planear las olas satisfactoriamente debido a la ligereza y poco volumen del casco.

### Laser estándar (ILCA 7)
El aparejo Laser estándar es el de mayor superficie vélica, con 7,06 metros cuadrados. El peso ideal del patrón es a partir de 80 kg.

### Laser Radial (ILCA 6)
El Laser Radial, que es la embarcación olímpica en categoría femenina desde 2008, tiene 5,76 metros cuadrados.
El peso ideal del patrón se encuentra entre 55 a 72 kg.

### Laser 4.7 (ILCA 4)
El Laser 4.7 tiene 4,70 metros cuadrados, convirtiéndose en una versión muy adecuada para los más jóvenes, de menor peso corporal.
El peso ideal del patrón está entre 50kg y 68kg.

## Laser Pico
También fabricado por LaserPerformance, fue diseñado por Jo Richards y tiene vela mayor (5.1 m²) y foque (1.57 m²), con una eslora de 3,50 metros y una manga de 1,43 metros. El casco pesa 60 kg.

## Otras versiones
Existen otras versiones no oficiales de casco creadas por algunos fabricantes.
- Rooster 8.1
- Laser M Rig

A los cascos y velas no fabricados bajo la licencia se los denomina "no homologados", habiendo de muy buena calidad a fabricados artesanalmente.

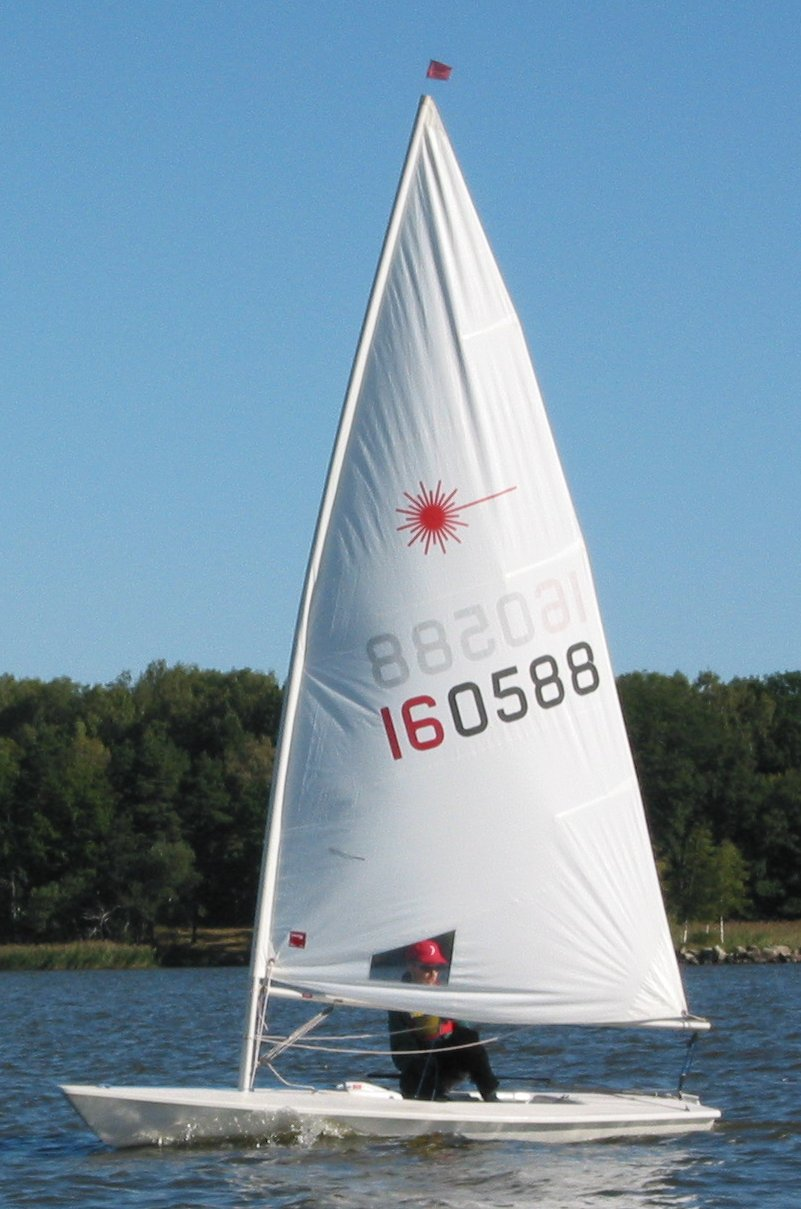
Un Laser estándar navegando.